# Bosco di Mavigliano
Bosco di Mavigliano este o arie protejată (arie specială de conservare — SAC, sit de importanță comunitară — SCI) din Italia întinsă pe o suprafață de 494 ha, integral pe uscat.

## Localizare
Centrul sitului Bosco di Mavigliano este situat la coordonatele 39°23′08″N 16°12′49″E / 39.385556°N 16.213611°E.

## Înființare
Situl Bosco di Mavigliano a fost declarat sit de importanță comunitară în septembrie 1995 pentru a proteja 1 specie de plante și 27 de specii de animale. Situl a fost protejat și ca arie specială de conservare în iunie 2017.

## Biodiversitate
Situată în ecoregiunea mediteraneană, aria protejată conține 6 habitate naturale: Păduri panonice-balcanice de stejar turcesc - stejar sesil, Pseudostepă cu ierburi și specii anuale de Thero-Brachypodietea, Iazuri temporare mediteraneene, Râuri mediteraneene cu debit permanent cu specii de Paspalo-Agrostidion și galerii riverane de Salix și de Populus alba, Păduri de stejar alb estice, Galerii de Salix alba și de Populus alba.
La baza desemnării sitului se află mai multe specii protejate:
- plante (1): Petalophyllum ralfsii
- păsări (24): uliu păsărar (Accipiter nisus), pițigoi codat (Aegithalos caudatus), Certhia brachydactyla, Cettia cetti, florinte (Chloris chloris), Cisticola juncidis, porumbel gulerat (Columba palumbus), pițigoi albastru (Cyanistes caeruleus), ciocănitoare pestriță mare (Dendrocopos major), Dryobates minor, presură bărboasă (Emberiza cirlus), cinteză (Fringilla coelebs), rândunică (Hirundo rustica), privighetoare (Luscinia megarhynchos), prigoare (Merops apiaster), grangur (Oriolus oriolus), pițigoi mare (Parus major), ciocănitoarea verde (Picus viridis), țiclete (Sitta europaea), turturică (Streptopelia turtur), silvie cu cap negru (Sylvia atricapilla), silvie roșcată (Sylvia cantillans), silvie mediteraneană (Sylvia melanocephala), mierlă (Turdus merula)
- pești (1): Rutilus rubilio
- reptile (2): șarpele cu patru dungi (Elaphe quatuorlineata), țestoasa de baltă (Emys orbicularis)

Pe lângă speciile protejate, pe teritoriul sitului au mai fost identificate 22 de specii de plante, 3 specii de amfibieni, 1 specie de mamifere, 3 specii de reptile.